# Александров Ігор Олександрович
Ігор Олекса́ндрович Алекса́ндров  (нар.21 червня 1956 — †7 липня 2001) — український тележурналіст, телеведучий, головний редактор, телевізійний менеджер з селища Мирне Краматорського району Донецької області. Загинув від нападу під час виконання професійних обов'язків.

## Біографія
1980—1982 рр.— інструктор організаційного відділу у Тайшетському міськкомі комсомолу, з 1982 по 1988 роки — перший секретар МК ВЛКСМ.
З 1986 по 1988 роки працював на комбінат «Тайшетбудіндустрія», де пройшов шлях від начальника цеху до заступника директора на підприємстві.
У 1988 році Ігор Александров переїжджає до Слов'янська, де його трудова біографія продовжилась на Донецькому рибному комбінаті. Там він працював начальником ділянки капітальних ремонтів і був очільником партійного комітету підприємства.
У 1990 році став секретарем Слов'янському міського комітету Комуністичної партії. Тоді ж він створює телеканал «ТОР», засновниками якого були будівельне об'єднання «Слов'янськ», завод «Бетонмаш» та банк «Україна».
У 1994 році був кандидатом у народні депутати на позачергових виборах до Верховної Ради.
У лютому 1995 року він очолив Слов'янську організацію Ліберальної партії України.
1999 рік — керівник регіонального штабу кандидата у президенти України Євгена Марчука.

## Журналістська діяльність
Був телеведучим на Донецькому телебаченні.
З 1991 по 2001 роки працював головним редактором, керівником і телеведучим місцевої телерадіокомпанії «ТОР» в місті Слов'янськ, Донецька область.

## Тиск на журналіста
Маючи наміри зупинити критичні виступи Ігоря Александрова по телебаченню, донецькі бізнесмени (серед них був і Олександр Лєщинський, який в той час кандидатом у народні депутати по мажоритарному окрузі у Слов'янську і після смерті журналіста у 2001 році став власником телерадіокомпанії «ТОР») за підтримки представників донецької влади і окремих суддів наприкінці 90-х років розв'язали кампанію цькування журналіста. Так 27 липня 1998 р. за вироком суду м. Слов'янськ, яким було зухвало порушено Конституцію України, І.Александрову було заборонено займатися журналістською діяльністю впродовж 5 років і накладено штраф розміром 2500 грн. за дифамацію (наклеп). Згодом цей вердикт було скасовано судом вищої інстанції.

## Обставини загибелі
3 липня 2001 р. в приміщенні телекомпанії «ТОР» (м. Слов'янськ) невідомі нападники бейсбольними битами завдали Ігорю Александрову смертельних поранень. Одразу після цього прибула карета швидкої допомоги. Постраждалого доставили у травмотологічне відділення Слов'янська у вкрай важкому стані: відкрита проникаюча черепно-мозкова травма, пошкодження головного мозку  та відкритий багатокільчастий  перелом у лобно-височно-темній області з переходом на основу черепа. Операцію почали слов'янські травматологи, а трохи пізніше до них на допомогу з Донецька прибули лікар-нейрохірург Андрій Ващенко і лікар-нейрореанімолог Алла Шабанова. Перша операція по порятунку Ігоря Александрова тривала 8 годин. Проте журналіст помер через кілька днів в лікарні, не приходячи до тями. Перед загибеллю він готував до ефіру матеріал про зв'язки керівництва Донецької області із криміналітетом. Головою Донецької обласної державної адміністрації в той час (1997—2002) був Віктор Янукович.

## Розслідування загибелі
Офіційна версія від правоохоронних органів — «помилкове вбивство». Слідство не взяло до уваги факти про серію критичних виступів І.Александрова в його телепрограмі «Без ретуші», де колишні працівники донецького УБОЗу свідчили про корумпованість обласної міліції та її зв'язки з кримінальними колами.

## Вшанування пам'яті
Ім'я Ігоря Александрова викарбувано на Меморіалі журналістів в Музеї новин в Вашингтоні, США.
У 2016 році нагороджений посмертно орденом Свободи від Президента України «за значний особистий внесок у державне будівництво, соціально-економічний, науково-технічний, культурно-освітній розвиток України, вагомі трудові здобутки та високий професіоналізм».
У Слов'янську є вулиця та провулок Ігоря Александрова.
28 серпня 2020 року, сесія Слов'янської міської ради ухвалила рішення про присвоєння звання «Почесний громадянин Слов'янська» генеральному директору Слов'янської телерадіокомпанії «Тор» Ігорю Александрову (посмертно).
Рішенням Слов'янської районної ради Донецької області від 02.09.2020 № 7/44-826 Александрову Ігорю Олександровичу було присвоєне звання «Почесний громадянин Слов'янського району» посмертно.